# Rodrigo da Cunha
D. Rodrigo Cunha (Coimbra, setembro de 1577 - Lisboa, 3 de Janeiro de 1643) foi um importante prelado português da primeira metade do século XVII que, como arcebispo de Lisboa, teve um papel de alta relevância política, ao apoiar a Restauração da Independência de Portugal.

## Biografia
D. Rodrigo nasceu em Lisboa, filho de D. Pedro da Cunha, Fidalgo do Conselho do rei D. Sebastião e Senhor do Morgado de Tábua, e de sua mulher Maria da Silva, filha de Rui Pereira da Silva, alcaide-mor do Castelo de Silves (que era irmã do bispo do Porto D. Aires da Silva e neta paterna do 6.º Senhor de Vagos de juro e herdade e bisneta materna do 4.º Senhor de Vagos de juro e herdade).
Iniciou os seus estudos no Colégio de Santo Antão, um colégio jesuíta em Lisboa. Faz o seu doutoramento em Direito Canónico, na Universidade de Coimbra, tendo como seu padrinho nesse acto o professor seu primo direito D. André de Almada.
Na sua carreira religiosa, passou pelo Santo Ofício, como deputado e foi inquisidor em Lisboa. Foi bispo de Portalegre (1615-1618), e do Porto (1618-1626); foi arcebispo de Braga (1626-1634) e de Lisboa (1635-1642).
Foi o autor da reforma Breviário Bracarense, em 1634, e presidiu ao Sínodo de Lisboa de 1640.
No entanto ascendeu a conselheiro do Conselho de Estado e adjunto da Princesa Margarida.
D. Rodrigo da Cunha foi um dos principais opositores da incorporação de Portugal em Espanha, uma política seguida por Filipe IV.
Em 1638, chegou a ser convidado para cardeal, em Madrid, recusando a oferta.
Durante a Restauração da Independência, apoiou os revoltosos e, juntamente com o arcebispo de Braga, governou o reino até ao regresso de D. João IV. O seu nome consta como uma das presenças principais no 1.º "Auto do Levantamento e Juramento d' El-Rei Dom João IV" (de fidelidade) realizado no dia 15 de Dezembro de 1640 e assim como no seguinte acto solenemente confirmando-o em 28 de Janeiro de 1641.
O seu sobrinho, D. António Álvares da Cunha, 17.º senhor de Tábua, foi também um dos conjurados em 1640.
Como historiador, D. Rodrigo da Cunha contribuiu para a historigrafia da Igreja de Portugal, escrevendo diversas obras sobre o Braga, Porto e Lisboa.
Faleceu aos 65 anos, a 3 de Janeiro de 1643. Encontra-se sepultado na Sé de Lisboa.

## Obras
- Advertencias ao Iubileu do anno de mil e seiscentos e vinte (1620)
- Catálogo e História dos Bispos do Porto (1623)
- Tratactus de Primatu Bacharencis Ecclesiae in Universa Hispania (1632)[3]
- História Eclesiástica dos Arcebispos de Braga, e dos Santos, e Varoes illustres, que florescerão neste Arcebispado. Primeira e segunda parte  (1634-1635)
- Historia ecclesiastica da Igreja de Lisboa : vida e acçoens de seus prelados, e varões eminentes em santidade, que nella florecerão... (1642)

No esforço ao apoio ao rei D. João IV de Portugal à Guerra da Restauração que se seguiu com a sua instauração, fez-se igualmente publicar certos sermões e editais preparados por ele, nomeadamente:
- Ao Illustrmo. e Revmo. Senhor D. Rodrigo da Cunha, Arcebispo de Lisboa . dedica este sermão, que fez em a sua Igreja Metropolitana, em o segundo Domingo do Advento, nono dia de Dezembro e da acclamação del Rey Dom João o quarto, que foi feita Sabbado principio dia de Dezembro, avendo Sua Magestade entrado em Lisboa a seis do mesmo mes do Anno de 1640., João de São Bernardino, por Antonio Alvarez, Lisbon, 1641
- Dom Rodrigo da Cunha por merce de Deos, & da S. See Apostolica metropolitano Arcebispo de Lisboa ddo Conselho de estado de sua Magestade, &c. fazemos saber que nos temos mandado passar hum Edital, que co este será entregue pello qual ordenamos que todas as pessoas ecllesiasticas nossos subditos cotribuao co as decimas de seus benefficios, & bens patrimoniaes para socorro das guerras prezetes ..., Impresso em Lisboa por Antonio Aluarez impressor del Rey 1641
- Dom Rodrigo da Cunha por merce de Deos & da Sancta See Apostolica Metropolitano, Arcebispo de Lisboa do Conselho destado de sua Magestade, &c. facemos saber, que considerando nos apreciza obrigação, que todos os vassallos deste Reyno tem de acudir, & contribuir com seus bens para se puder sustentar a guerra presente, não sendo bastantees as rendas do Patrionio Real, q̃ todas sua Magestade, que Deos guarde, Lisboa, 1641

Participou ainda na publicação das Crónicas dos Reis D. João I, D. Duarte e D. Afonso V, do autor Duarte Nunes de Leão.